# Kodeks 0270
Kodeks 0270 (Gregory-Aland no. 0270) – grecki kodeks uncjalny Nowego Testamentu na pergaminie, datowany metodą paleograficzną na IV lub V wiek. Rękopis jest przechowywany w Amsterdamie. Tekst rękopisu jest wykorzystywany we współczesnych wydaniach greckiego Nowego Testamentu. 

## Opis
Zachował się fragment 1 pergaminowej karty rękopisu, z greckim tekstem 1. Listu do Koryntian (15,10-15.19-25). Karta miała prawdopodobnie rozmiar 15,5 na 10,5 cm. Tekst jest pisany jedną kolumną na stronę, 26 linijek tekstu na stronę. 

## Tekst
Tekst rękopisu reprezentuje aleksandryjską tradycję tekstualną. Kurt Aland zaklasyfikował tekst rękopisu do kategorii II, jakkolwiek z pewnym wahaniem. 

## Historia
INTF datuje rękopis 0270 na IV lub V wiek . 
Tekst rękopisu opublikował J. Smit Sibinga w 1978 roku. Na listę greckich rękopisów Nowego Testamentu wciągnął go Kurt Aland, oznaczając go przy pomocy siglum 0270. Został uwzględniony w II wydaniu Kurzgefasste. Rękopis jest wykorzystywany we współczesnych wydaniach greckiego Nowego Testamentu (NA26, NA27, NA28 i UBS4). 
Rękopis jest przechowywany w bibliotece Uniwersytetu w Amsterdamie (GK 200) w Amsterdamie . 